# Crítica al cristianismo
Las críticas al cristianismo se extienden a las creencias cristianas, a sus enseñanzas, historia, actividades y actitudes. A lo largo de la historia del cristianismo, se ha criticado
a Jesucristo,
a la Biblia,
al cristianismo,
a la Iglesia,
a los cristianos
y a otros elementos del cristianismo. Varias áreas de estas críticas también incluyen las propias escrituras, la ética de las interpretaciones bíblicas que han sido usadas históricamente para justificar ciertas actitudes y comportamientos, la cuestión de la compatibilidad de la religión con la ciencia y otras doctrinas cristianas. Las críticas provienen de distintos grupos religiosos y no religiosos, algunos de los cuales fueron cristianos.
La respuesta formal de los cristianos a estas críticas se describe como apología cristiana.

## Escrituras

### Errores e incoherencias
En tiempos modernos, la idea de que la Biblia debe ser aceptada como históricamente exacta y que ha de ser adquirida de una forma estricta como guía moral ha sido muy cuestionada por multitud de académicos historiógrafos de las escrituras. Las ideas de la interpretación literal, infalibilidad bíblica y actitudes de fundamentalismo bíblico son rechazadas por la mayoría de los cristianos. Los movimientos fundamentalistas cristianos exponen la idea de que la Biblia se debería leer como una guía moral estricta y debería considerarse infalible.
En muchas partes de la Biblia se encuentran incoherencias de lógica. Las respuestas a esta crítica incluyen la moderna hipótesis documentaria, la teoría de las dos fuentes (de diversas formas) y por último, afirmar que los destinatarios de las Epístolas pastorales ―como se denomina a la Primera y Segunda carta a Timoteo y la Carta a Tito― son pseudónimos.
En contraste con estas posturas críticas, existen posiciones sostenidas por literalistas que los textos son coherentes, solo que los evangelios están escritos por cuatro fuentes distintas, mientras que la Toráh (el texto hebreo del que se extrajo el Antiguo testamento de los cristianos) proviene de una fuente única. Esa afirmación es errónea porque el Antiguo testamento fue compuesto por decenas de autores a lo largo de unos pocos siglos.
Muchos expertos consideran que algunos acontecimientos, como la resurrección de Jesucristo, son difíciles de conciliar entre los cuatro evangelios.

Si la escritura de la Biblia hubiera estado planificada con el fin de fomentar la creencia en la resurrección hubiera dado mejor resultado que el actual. Actualmente los evangelios parecen una competición entre los evangelistas: «Yo lo vi todo». «No, él no vio nada: el que lo vio todo fui yo»..., y así sucesivamente.
E. P. Sanders

Harold Lindsell señala que la afirmación de que todo contenido bíblico es cierto aunque no sea preciso se trata de una grave distorsión para tratar de convencer a los creyentes. Los defensores de la infalibilidad de la Biblia en general ya no enseñan que la Biblia fue dictada directamente por Dios, sino que Dios utilizó "personalidades concretas y los estilos literarios particulares de cada escritor", y que la inspiración de Dios los guio a la perfección en su proyecto de transmitir su mensaje a través de su propia ideología, cultura y psicología.
Aquellos que creen en la inspiración divina en la redacción de las escrituras afirman que esta es infalible, es decir, que transmite verdades exentas de errores ya que estas provienen de la influencia divina. Sin embargo, el alcance de dicha afirmación está discutido, ya que el término incluye posiciones de "fe y práctica", que tras estudios históricos y científicos podrían estar equivocados (al margen de lo irreverentes que pudieran resultar estos informes para los creyentes). Otros estudiosos toman posiciones más extremas intentando desacreditar aún más las escrituras, causando gran polémica y controversia.
Muchos creyentes afirman que la infalibilidad se refiere a los textos originales de la Biblia y muchos estudiosos reconocen que se han producido grandes errores humanos durante las traducciones y las copias; aun así, algunos investigadores afirman que la gran mayoría de las escrituras actuales representan fielmente los textos originales y que su conocimiento de la lengua original es lo suficientemente bueno para elaborar una traducción correcta. Los creyentes afirman que existen tantos errores a lo largo de los siglos
que no se puede conocer a ciencia cierta el original y que además la traducción es muy difícil.

### La profecía incumplida

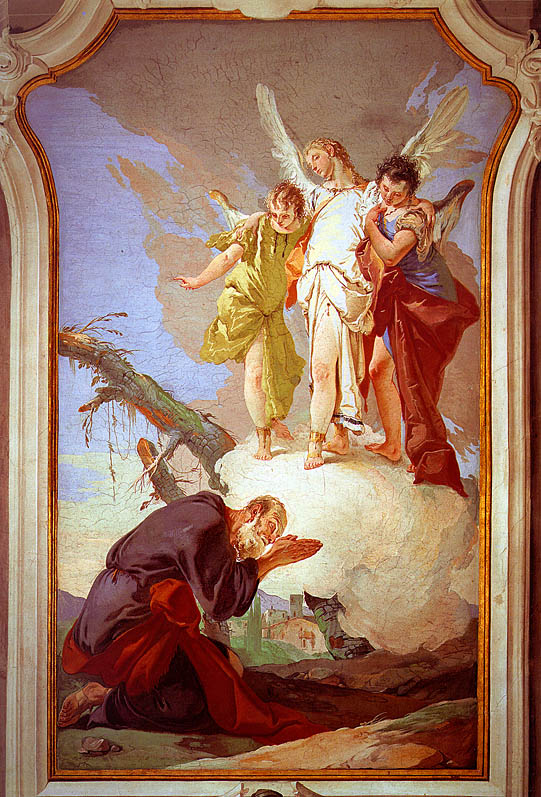
Las promesas que el dios Yahvé hizo al patriarca Abraham habrían sido incumplidas por Jesucristo. Retrato por Giovanni Battista Tiépolo.

Cientos de años antes de la llegada de Jesucristo, los judíos profetizaron que un mesías llegaría al mundo. El judaísmo (con la excepción del Judaísmo mesiánico) afirman que Jesucristo no cumplía los parámetros designados por la profecía. Otros escépticos afirman que las profecías son incompletas o no siempre se cumplen o que las narraciones del Nuevo testamento están influidas por las del antiguo
La Biblia hebrea, denominada por los cristianos como Antiguo Testamento es la historia del Antiguo Israel. El dios Yahvé prometió a Abraham una multitudinaria descendencia, una nacionalidad, poderes reales y amplios terrenos. La literatura profética de la Biblia hebrea termina dejando a Judá a la espera de ser restaurada a través de un nuevo monarca, quien restaurará el reino davídico y que traería la paz universal. El Nuevo testamento menciona a Jesús como ese profeta, sin embargo Stephen L. Harris afirma que:

Jesús incumplió las misiones que el Antiguo Testamento profetizó que haría el mesías, Jesús no salvó a los judíos de sus enemigos, Jesús no restauró el reino davínico, y tampoco instauró la paz universal (2Isa. 9:6-7). En lugar de liberar a los judíos de sus opresores y por lo tanto cumplir las antiguas promesas de Dios, (la tierra, la nación propia, la realeza, y la bendición). Cristo murió de una muerte vergonzosa, derrotado por los que el mesías debía superar. De hecho, las profecías hebreas no preveían que el salvador de Israel sería ejecutado como un criminal, lo que hace la crucifixión de Jesús una desacreditación de las profecías (Cor.1:2 ).

Por otra parte, Blaise Pascal creía que "las profecías son la mejor prueba de Jesucristo". Él escribió que Jesús fue predicho, y que las profecías llegaron a través de una sucesión de personas en un lapso de cuatro mil años. Josh McDowell defiende el cumplimiento de la profecía del Antiguo Testamento como apoyo de los cristianos, argumentando que las profecías cumplidas por Cristo son los relativas en su línea ancestral, lugar de nacimiento, el nacimiento virginal, los milagros, su muerte y su resurrección.

### Interpretación selectiva
Los críticos del cristianismo sostienen que la invocación selectiva de las partes del Antiguo Testamento es completamente hipócrita, en particular cuando aquellas partes aprueban la infravaloración hacia mujeres y la desaprobación hacia la homosexualidad, cuando otras partes se consideraron obsoletas. Muchas de las leyes de Antiguo Testamento son derogadas en el Nuevo Testamento, como la circuncisión. La Ley Mosaica está enteramente descrita en Gálatas. El argumento de los defensores del cristianismo es que las leyes inútiles u obsoletas son derogadas en el Nuevo Testamento.

### Errores textuales
Dentro de la riqueza de los textos bíblicos existen numerosas variantes textuales. La mayoría de estas variantes son variaciones en el orden de las palabras y la escritura incorrecta de algunos términos. Algunos críticos como Bart D. Ehrman proponen que algunos de estos errores pudieron estar motivados por alguna instancia superior. Las conclusiones de Bart Ehrman han sido rebatidas por revisores, incluyendo a Daniel B. Wallace, Craig Blomberg y Thomas Howe.
En un intento de encontrar los textos originales de los que deriva el Nuevo Testamento, algunos críticos modernos han descubierto que existen secciones que no aparecen en el original. Con esto, la Iglesia en la Biblia moderna ha marcado algunas secciones, excluyéndolas o modificándolas. Con todo, se puede ver, que hay errores en la traducción, pero no en los originales. Algunas de las posibles adiciones posteriores son:
- El fin del Evangelio de Marcos (Mc. 16)
- La historia incluida en el Evangelio de Juan de Jesús y la mujer adúltera.
- La Coma Juanina, una referencia expícita a la Trinidad en la Primera Epístola de Juan

La mayor parte de Biblia tiene notas a pie de página para indicar las áreas que difieren con la fuente inicial de documentos. Los comentarios de la Biblia también hablan de estos, a veces detalladamente.
En el Nuevo Testamento, Kurt Aland y Barbara Aland comparan el número total de versos sin variante, y el número de variantes por página (excluyendo errores ortográficos), entre las siete ediciones principales de NT griego (Tischendorf, Westcott-Hort, von Soden, Vogel, Merk, Bover y Recuestan-Aland) resultando el 62.9 % o 4999/7947 concuerdan.
Concluyeron lo siguiente:

"Prácticamente dos tercios de las 7 partes del Nuevo Testamento griego concuerdan con los textos originales, exceptuando problemas ortográficos. Los versos en los cuales se diferencian por una sola palabra no son contados en cualquiera de las ediciones. Este resultado es bastante asombroso, denotando una concordancia mucho mayor que la que los estudiosos hubieran sospechado. En los Evangelios, Hechos de los Apóstoles, y el Apocalipsis la concordancia es menor, mientras en las Cartas es mucho mayor."

## Milagros
Para la mayoría de los cristianos, los milagros representan eventos históricos que sucedieron realmente. San Pablo escribe en su primera carta a los Corintios: "sin la resurrección, nuestras predicaciones serían inútiles al igual que la fe". La Iglesia exige una serie de milagros antes de dar la santidad a un supuesto santo, con requisitos especiales a la hora de comprobar su autenticidad.
El filósofo David Hume se manifestó en contra de la verosimilitud de los milagros, argumentando que:

1) Un milagro es una violación de las leyes de la naturaleza; 2) Tenemos conciencia de estas leyes a través de una experiencia reiterada y constante; 3) Los testimonios de los milagros incluyen hechos que contradicen leyes de la naturaleza; 4) En consecuencia, nadie puede creer en los milagros.
[cita requerida]

La idea de Hume contra la verosimilitud de los milagros llevados a cabo por seres humanos se ve secundada por el propio Jesucristo, que llegó a admitir la imposibilidad humana de realizar un milagro.
En su lugar, Jesús dijo que los milagros son actos de Dios "imposible para los hombres", pero "con Dios todo es posible". Cuando Jesús pidió a Pedro que caminara sobre las aguas, el miedo del propio Pedro a hundirse, lo llevó a caer después de conseguirlo durante unos segundos (Hume postuló que las experiencias del pasado dan lugar a predicciones basadas en la razón). Jesús regañó a Pedro pues Jesús le dijo que no había logrado conseguirlo por su falta de fe.
La Iglesia católica y la Iglesia ortodoxa rechazan la idea de Hume contra los milagros apoyándose en las enseñanzas de San Gregorio Palamás, que postula que la razón por sí sola no es suficiente para comprender algunas de las energías de Dios (hechos como los milagros) y la esencia, pero la fe sí era suficiente para comprenderlas.
En las Iglesias orientales la transubstanciación "milagrosa" se describe como un "misterio", afirmando que cualquier intento humano para comprenderla a través del proceso científico conduce a la confusión.
La curación milagrosa a través de oraciones, ha sido notificada en algunas ocasiones, pero nunca ha sido científicamente comprobada. Confiar únicamente en la curación a través de la fe puede contribuir a un perjuicio grave e incluso la muerte de un modo indirecto.
Apologistas cristianos como C. S. Lewis, Norman Geisler y William Lane Craig han argumentado que los milagros son posibles.

## Ética
Algunas interpretaciones de la Biblia consideran éticamente cuestionables algunas de las cuestiones éticas y morales abordadas en las escrituras. Algunos de los pasajes criticados con más frecuencia son el sometimiento de la mujer, la intolerancia religiosa, la condena de la homosexualidad, y el apoyo a la esclavitud tanto en el Antiguo, cambiando esto en el Nuevo Testamento.[cita requerida]

### Esclavitud
El cristianismo primitivo ha tenido varias posturas acerca de la esclavitud, aceptándolo, rechazándolo o simplemente ignorándolo.
La perspectivas cristiana de la esclavitud se tomó en el contexto de las raíces del cristianismo en el judaísmo, y como parte de la cultura general del Imperio romano. Tanto el Antiguo como el Nuevo Testamento reconocen la institución de la esclavitud.
Las primeras enseñanzas sobre esclavitud que se conservan dentro del Cristianismo fueron impartidas por el apóstol Pablo, quien habitualmente se autodenominaba como Esclavo de Cristo. Pablo no se opuso a la práctica de la esclavitud. Por el contrario, defendía que los esclavos cristianos deberían servir a sus amos de todo corazón.
Al mismo tiempo, enseñó a los propietarios de esclavos a tratar a sus esclavos con justicia, compasión, y paciencia. Toda la Epístola a Filemón está dedicada a Onésimo, un esclavo fugitivo converso a quien Pablo lleva junto a su dueño, ya que debe considerarse como "no solo un esclavo, sino mucho más que un esclavo, es un querido hermano en Cristo".
Dada la igualdad espiritual de esclavo y libre, los esclavos hasta asumían cargos de liderazgo en las iglesias. En la liturgia cristiana, libres y esclavos celebraban juntos; los esclavos pueden ser ordenados sacerdotes; el matrimonio de los esclavos es reconocido.La tradición describe al Papa Pío I y el Papa Calixto I como antiguos esclavos.
Desde la Edad Media, la concepción cristiana de la esclavitud ha sido testigo de conflictos internos y sufrió numerosos cambios. Casi todos los líderes cristianos anteriores a finales del siglo XVII afirmaban que la esclavitud, dentro de las limitaciones de la Biblia, coincidía con la teología cristiana. A comienzos de la Edad Media, la Iglesia, desprestigia la esclavitud en toda Europa, influyendo en gran medida en su eliminación.
Esto cambió en 1452 con la bula Dum Diversas del papa Nicolás V, que autorizaba a conquistar las tierras africanas en poder de los sarracenos y a esclavizar con alcance hereditario a sus habitantes y a los paganos en general que fuesen capturados.
Según Nicolás V, en la Biblia, Dios ponía en manifiesto la obligación de convertir en esclavos a los paganos cercanos. Pero el papa Paulo III en la bula Sublimis Deus de 1537 prohibió el uso de africanos y demás como esclavos: «[...] indios, y todas las gentes que en el futuro llegasen al conocimiento de los cristianos, aunque vivan fuera de la fe cristiana, pueden usar, poseer y gozar libre y lícitamente de su libertad y del dominio de sus propiedades, que no deben ser reducidos a servidumbre [...]». Aunque numerosos grupos cristianos los siguieron usando,
dominicos y jesuitas se comprometieron en contra de la esclavitud en línea con este documento: los dominicos Tomás de Mercado en su obra Suma de tratos y contratos (1569), y Bartolomé de Albornoz en su libro Arte de los contratos (1573) condenaron la esclavitud y atacaron el tráfico de esclavos, en tanto que los jesuitas Luis de Molina y Alonso de Sandoval condenaron los abusos,
y Pedro Claver dedicó su vida al servicio de los esclavos negros en Cartagena de Indias, puerto negrero por antonomasia.
Rodney Stark defiende en For the Glory of God: How Monotheism Led to Reformations, Science, Witch-Hunts, and the End of Slavery
que los cristianos influyeron en la abolición de la esclavitud, al igual que Lamin Sanneh en Abolitionist abroad.
Estos autores defienden que los cristianos que veían la esclavitud como un error en virtud a sus creencias morales y religiosas, encabezaron el movimiento abolicionista,y que muchos de los primeros defensores de la abolición de la esclavitud fueron movidos por su fe cristiana y el deseo de hacer realidad su visión de que todas las personas son iguales ante Dios.
A finales del siglo XVII es cuando los anabaptistas comienzan a criticar la esclavitud. Las críticas de la Sociedad Religiosa de los Amigos, los menonitas, los amish y vinieron después. Los principales abolicionistas cristianos fueron William Wilberforce, y John Woolman. Harriet Beecher Stowe escribió su famoso libro, La cabaña del Tío Tom, de acuerdo a sus creencias cristianas en 1852. En Gran Bretaña y Estados Unidos, los cuáqueros constituían un grupo numeroso dentro del abolicionismo. Un grupo de cuáqueros fundó la primera organización abolicionista inglesa, y una petición de la Sociedad Religiosa de los amigos llevó el tema ante el Gobierno de ese mismo año. Los cuáqueros siguieron siendo influyentes durante toda la duración del movimiento, en muchos aspectos estuvieron a la vanguardia del movimiento. John Wesley, el fundador del metodismo, fue esencial en la conversión del abolicionismo como movimiento popular.
Casi todos los cristianos condenan la esclavitud actualmente definiéndola como errónea y contraria a la voluntad de Dios. Solo grupos aislados, como el Ku Klux Klan y otros grupos violentos cristianos como Reconstrucción Cristiana o Identidad cristiana abogan por la reinstauración de la esclavitud.
Los seguidores de estos grupos son residuales dentro del cristianismo conservador.
Con estas excepciones, todos los grupos de la fe cristiana ya condenan la esclavitud, y ven esta práctica como incompatible con los principios cristianos.
Además de su apoyo al abolicionismo muchos cristianos formaron parte de movimientos para alcanzar la equidad racial, contribuyendo al Movimiento de Derechos Civiles.
La African American Review señala la importancia de la Iglesia negra en la lucha de los derechos de los africanos.
Martin Luther King Jr., bautizado, fue un líder del Movimiento por los derechos civiles en Estados Unidos y presidente de la Conferencia Sur de Liderazgo Cristiano, una organización cristiana de Derechos Civiles.

### Cristianismo y política
Son frecuentes las acusaciones desde la izquierda a la derecha cristiana y a sus partidarios de mostrar intolerancia hacia la democracia liberal (separación Iglesia-Estado), las políticas sociales de corte progresista (derechos de las personas de otras religiones, de los extranjeros o de las personas LGBT) y las teorías (por ejemplo, sobre el origen del universo y la evolución de las especies en contraposición al creacionismo) y prácticas científicas (anticoncepción, aborto, eutanasia, investigación de células madre embrionarias) opuestas a las escrituras o a la doctrina cristiana.
Términos tales como “cristofascismo”, “clerofascismo” y “nacionalcatolicismo” se han utilizado para identificar diversas ideologías conservadoras que combinan elementos fascistas o autoritarios con una defensa del cristianismo, así como los regímenes que se han derivado de dichas ideologías.

### Cristianismo y violencia
Muchos críticos del cristianismo (y de otras religiones monoteístas) han señalado los actos violentos de las naciones cristianizadoras como una razón más para denunciar la religión. Por ejemplo, el escritor de ciencia ficción Arthur C. Clarke dijo que jamás podría perdonar a las religiones por las atrocidades que cometió a lo largo de la historia.
Richard Dawkins hace un análisis similar en su libro, El espejismo de Dios. En El espejismo de Dawkins, Alister McGrath responde a Dawkins, sugiriéndo que, lejos de apoyar "la hostilidad con los no cristianos", Jesús defendía una política de "expansión del cristianismo a través del diálogo". McGrath está de acuerdo en que la crítica a la religión es necesaria, pero dice que Dawkins parece no darse cuenta de que la Iglesia posee los medios internos de reforma y renovación (Véase Contrarreforma). Dawkins sostiene que aunque eso fuera verdad los cristianos no siguen esa ética.
La crítica de los actos violentos de las sociedades cristianas no se limita a ateos y agnósticos, sino que estos actos han sido criticados también por pacifistas cristianos que sostienen que el cristianismo ha sido utilizado por los Estados culpables del genocidio simplemente para proporcionar justificación a sus guerras, en definitiva, la violencia sería la antítesis de las enseñanzas de Jesús, y por ende la guerra y los genocidios serían actos contra-cristianos.
Por otra parte, los cristianos han sido y son perseguidos en algunos estados socialistas y fascistas
y el término cristofascismo es usado desde la izquierda para tachar a las organizaciones cristianos como organizaciones pertenecientes a la derecha.

### Cristianismo y mujeres

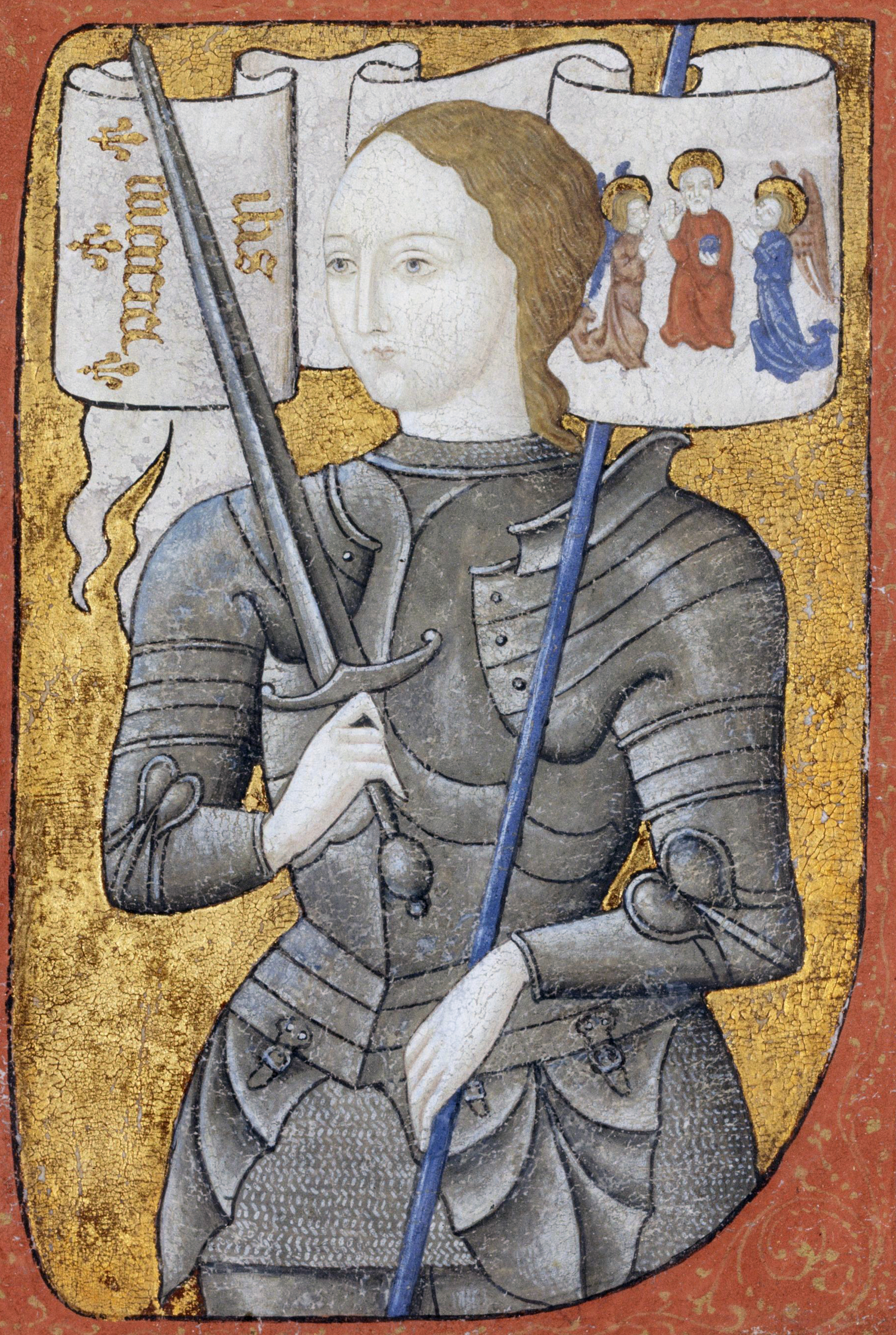
Juana de Arco condujo a los franceses en batallas contra los ingleses. Ella creía que Dios se lo había ordenado. Tras su captura, fue acusada por herejía y fue condenada a arder en la hoguera. Ahora es una santa venerada en la Iglesia católica.

Muchas feministas señalan algunos rasgos del cristianismo, como el hecho de que Dios sea varón, los profetas sean varones, y que muchas historias de la Biblia inciten al patriarcado, denunciando el valor machista existente en todos ellos.
Aunque muchas mujeres han tenido papeles principales en las epístolas paulinas, en muchas ocasiones la mujer se ha visto denigrada y ha sido relegada a un segundo plano.
Por ejemplo, se instó a que las mujeres guardaran silencio durante las misas ya que "sería bochornoso que una mujer hablara en la Iglesia". Elizabeth Cady Staton afirmó que "la Biblia degrada a la mujer desde el Génesis hasta el Apocalipsis ".
Elizabeth Clark cita los primeros escritos cristianos de autores como Agustín, Tertuliano y Juan Crisóstomo (ignorando a autores como los Padres capadocios) como ejemplos de la percepción negativa de la mujer que mantiene la Iglesia católica.
Hasta la segunda mitad del siglo XX, solo los nombres de unas cuantas mujeres que han tenido relevancia en la historia del cristianismo eran conocidos: La virgen María, madre de Jesús, María Magdalena, discípulo de Jesús y primer testigo de la resurrección, y María y Marta, las hermanas que le ofrecieron hospitalidad en Betania.
La profesora de Harvard Karen King afirma que la mayoría de las mujeres que tuvieron un papel relevante en los primeros años del cristianismo empiezan ahora a ser conocidas. Además, en Europa occidental siempre se ha establecido una relación errónea de María Magdalena y conceptos como el adulterio o la prostitución,
pero esta relación es más una leyenda que un hecho, ya que en ninguna parte del Nuevo Testamento se afirma tal vínculo. Según Karen King el Evangelio de María Magdalena demuestra que ella fue una figura influyente, una discípulo destacada y la representante de un ala de la Iglesia que promovía el liderazgo de la mujer.
King afirma que toda corriente interna existente en el cristianismo antiguo que defendiera el liderazgo femenino fue declarada herética, lo que evidencia que hubo discriminación sexual, ya que todo papel relavante de la mujer fue suprimido.
Hay tres puntos de vista dentro de la comunidad cristiana moderna sobre el papel de la mujer. Se les conoce, respectivamente, como el feminismo cristiano, igualitarismo cristiano y complementarianismo.
- Las feministas cristianas toman una posición activa feminista desde una perspectiva cristiana.[71]

- Los igualitaristas cristianos defienden una Iglesia que no haga distinciones entre sexo, raza etnia y motivos socioculturales.[72]

Los igualitaristas apoyan la ordenación de mujeres y que en los matrimonios ambos cumplan los mismos roles, evitando la idea de la mujer dedicada a las taras domésticas. A pesar de esto son más conservadores que los feministas cristianos y prefieren quitarse la etiqueta "feminista".
- Los complementaristas apoyan tanto la igualdad como las diferencias favorables entre hombres y mujeres. Piensan que la Biblia enseña que los hombres y mujeres tienen distintas funciones complementarias, tanto en el matrimonio como en la iglesia. Sostienen que los hombres tienen una responsabilidad de liderazgo y las mujeres tienen la responsabilidad de someterse a ese liderazgo.[74]

Algunos cristianos sostienen que la idea de Dios como hombre no se basa tanto en el género sino que más bien se basa en la sociedad patriarcal dominante de la época, en la que los hombres actuaban como líderes y encargados de la familia.
Así que, la idea de que Dios es "El Padre" es en lo que respecta a su relación con los que son "sus hijos ", es decir, los cristianos.
En el año 2000, la Convención Bautista del Sur votó a favor de revisar su "Fe y Mensaje Bautista" (Declaración de Fe),
que se oponían al nombramiento de mujeres como reverendos. Si bien esta decisión no es vinculante y aun las mujeres no pueden ejercer de sacerdotes, la propia revisión ha sido criticada por algunos círculos dentro de la convención.
En el mismo documento, la Convención Bautista del Sur,mantuvo una firme postura que reservaba a las mujeres papeles de subordinación de la mujer dentro del matrimonio: "Una esposa debe someterse gentilmente a la dirección de su marido, ella ha recibido la responsabilidad divina de respetar a su marido y servirle como su ayudante en la gestión del hogar y el cuidado de la próxima generación."
En los últimos años, ha habido una pequeña restauración en el papel de las diaconisas en la Iglesia ortodoxa y en la Iglesia católica.
En algunas iglesias evangélicas, está prohibido que las mujeres se conviertan en pastores o diáconos En apoyo de esas prohibiciones, se cita a menudo el versículo Timoteo 2:12 :

"No permitiré a una mujer enseñar o tener autoridad sobre un hombre, ella debe permanecer en silencio"

## Crítica a los cristianos

### Actitudes negativas en Estados Unidos
David Kinnaman, presidente del Instituto Barna, y Gabe Lyons del Fermi Project publicaron un estudio de actitudes de estadounidenses entre 16 y 29 años hacia el cristianismo. Concluyeron que alrededor del 38% de los que no acudían a la iglesia con regularidad tenían impresiones negativas del cristianismo, especialmente del cristianismo evangélico, asociándolo con activismo político conservador, hipocresía, la antihomosexualidad, el autoritarismo, y el juicio sobre los demás.
Alrededor del 17% tenían "muy malas" percepciones del cristianismo.

### Hipocresía
Gaudium et Spes afirma que el ejemplo que dan los cristianos puede ser un factor contribuyente al ateísmo, escribiendo que:

"…los creyentes pueden tener mucho que ver con el nacimiento del ateísmo. En la medida en la que descuidan su propia formación en la fe, o enseñan doctrinas erróneas, o son deficientes en su vida religiosa, moral, o social, les tienen que decir que oculten la verdadera cara de Dios y la religión, en vez de que la muestren."

Críticos, tanto seculares como religiosos, han acusado a muchos cristianos de ser hipócritas.
Tom Whiteman, un psicólogo de Filadelfia encontró que las principales razones para el divorcio cristiano incluyen el adulterio, el abuso (tanto verbal, como físico, como de drogas), y el abandono mientras que la razón número uno para divorciarse en la población general era la incompatibilidad.

## Compatibilidad con la Ciencia
Algunos cristianos apoyan la ciencia moderna y algunos científicos son también cristianos. Pero otros cristianos han señalado que el cristianismo es fundamentalmente incompatible con la ciencia.
Durante el siglo XIX surgió un modelo interpretativo, defendiendo que la relación entre la religión y la ciencia conduce casi inevitablemente a la hostilidad abierta, por lo general como consecuencia de la agresividad de la religión contra las nuevas ideas científicas. Un ejemplo famoso es que durante la Edad Media se creía que la Tierra era el centro del Universo, y que solo la ciencia, libre de dogmas religiosos, demostró que no lo era, y que de hecho ésta orbitaba al Sol. Los expertos llaman hoy a este modelo la tesis conflictiva. Dicha tesis fue un enfoque historiográfico popular durante finales del siglo XIX y principios del siglo XX, pero los historiadores contemporáneos lo rechazan en la actualidad.
La noción de una guerra entre la ciencia y la religión (especialmente el cristianismo) se mantuvo en la historiografía de la ciencia durante finales del siglo XIX y principios del siglo XX.
La mayoría de los historiadores de la ciencia actuales consideran que la tesis conflictiva ha sido retirada y sustituida por la investigación histórica subsecuente.
Sin embargo, la idea de que la relación entre el Cristianismo y la ciencia es predominantemente conflictiva sigue vigente en la cultura popular.
Posturas similares también han sido sostenidas por varios científicos. El astrónomo Carl Sagan, por ejemplo, menciona la disputa entre los sistemas astronómicos de Ptolomeo (que defendía una teoría geocéntrica) y Copérnico (que proponía un sistema heliocéntrico). Él afirma en su libro "Cosmos: un viaje personal" que las ideas de Ptolomeo estaban "apoyadas por la iglesia a través de la Edad Media... (ellas) efectivamente previnieron el avance de la astronomía por 1,500 años."
Por otra parte, muchos científicos en países cristianos a lo largo de la historia han tenido creencias cristianas, e hicieron esfuerzos para reconciliar a la ciencia con sus creencias religiosas. Isaac Newton, por ejemplo, creía que Dios había creado la gravedad, que causaba que los planetas giraran alrededor del Sol. En la conclusión de su Philosophiae Naturalis Principia Mathematica escribió:
«Este, el más bello sistema del sol, planetas y cometas, solo puede provenir del consejo y dominio de un ser inteligente y poderoso».
A pesar de su fuertes convicciones cristinas, sus creencias religiosas generalmente se consideran heréticas.
Entre otros famosos fundadores de la ciencia como la conocemos que vivieron en países cristianos y por lo tanto fueron cristianos se pueden nombrar a Galileo Galilei, Johannes Kepler y Blaise Pascal.